# 中島秋挙
中島 秋挙（なかじま しゅうきょ、安永2年〈1773年〉 - 文政9年〈1826年〉7月25日）は、江戸時代後期の俳人。名は惟一。字は子徳。号には曙庵などもある。編著に「小殿原」（ことのはら）や「はつかりつか」などがある。

## 経歴

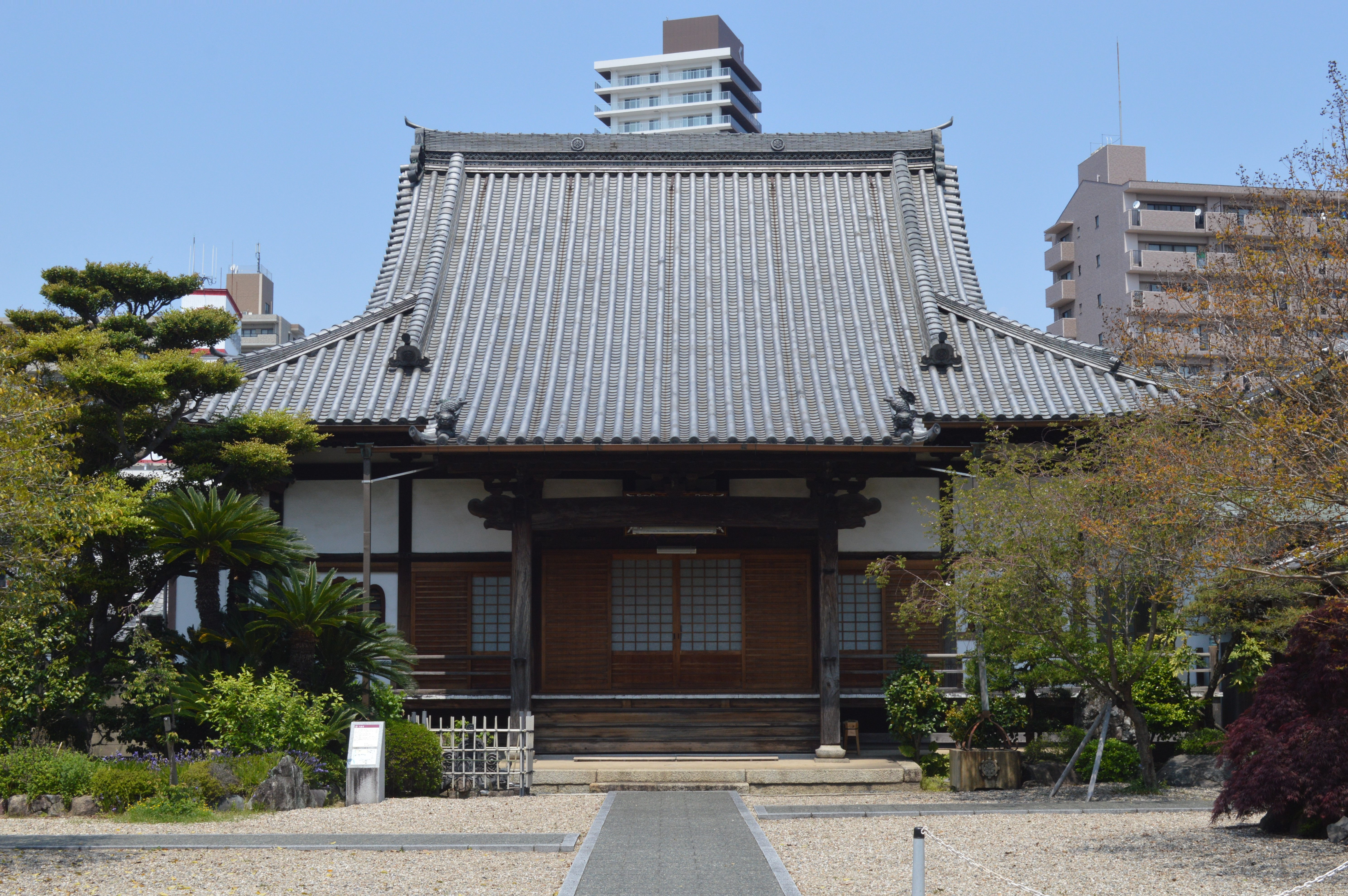
秋挙の墓がある十念寺

安永2年（1773年）、三河国碧海郡熊村（現在の愛知県刈谷市）に生まれた。刈谷藩藩士であり町奉行を務めていた中島佐守の長男である。幼名は大之丞であり、後に衛輔に改めている。享和2年（1802年）、30歳の時に官職から退き、弟の中島治右衛門に家督を譲った。
隠居後の秋挙は剃髪して俳諧の道に入ると、岡崎の鶴田卓池の紹介で名古屋の井上士朗の門を叩いた。肥料商で高弟となった鶴見東雅などから援助を受け、碧海郡小垣江村の曙庵に暮らしたが、各地を旅することが多かった。秋挙は妻を娶らず、北は奥州、西は須磨や明石から中国地方などを旅した。
文化8年（1811年）3月には広瀬惟然の句集『惟然坊句集』を発刊した。文化9年（1812年）4月から5月には師の井上士郎の看病を行い、『病床日記』や『朱樹翁終焉記』を書いている。文政9年（1826年）7月25日、悪性腫瘍が原因で死去。享年54。墓所は刈谷市の十念寺。

## 関連地点
刈谷市小垣江町には秋挙の居宅だった曙庵跡がある。刈谷市の松秀寺の境内には秋挙の奉献灯籠がある。刈谷市の市原稲荷神社の境内には、天保10年（1839年）に門人らによって建立された秋挙の句碑があり、「夜わたしの 今に声あり 華さかり」と刻まれている。